# 합천 우곡리 폐사지
합천 우곡리 폐사지(陜川 牛谷里 廢寺址)는 대한민국 경상남도 합천군 용주면 우곡리에 있는 신라의 폐사지이다. 2005년 7월 21일 경상남도의 기념물 제258호로 지정되었다.

## 개요
합천호 동쪽 소룡산(519.7m)에서 북동쪽으로 흘러내리다 다시 남쪽으로 길고 완만하게 뻗은 해발 240m의 구릉 상에 위치한 폐사지이다. 신청지 동단 547번지 중심에 위치한 추정 금당지를 비롯하여 신천범위의 전부가 분묘, 경지, 택지 등으로 이용되고 있다. 신청 동쪽은 좁고 깊은 우곡천 지류로 구획되어 있다.
합천군 가의면 계성의 가례사였다는 구전이 있으나, 폐사지의 명칭과 연혁을 짐작할 수 있는 기록은 전혀 없다.
추정 금당지는 547번지 중심에 있는데 지대석, 면석, 갑석, 주초석 등이 잘 남아 있으며, 정면 3칸, 측면 3칸의 규모이다. 건물지 중앙에 다시 주초석 4개를 놓아 1칸의 불단을 마련하였다.
금당지 불단 자리에는 2기의 민묘(의성김씨, 상주김씨)와 상석이 있고, 동단에는 2기의 망주석이 남북으로 서 있다.
금당지 남쪽 중앙에 4-5단의 석축계단이 허물어져 내렸고, 전방 8m에 추정탑지의 지대석 1매가 횡으로 놓여있고, 다시 전방 13m에 자연석의 추정 석등의 초석이 확인되고 있다.
금당지 동쪽 8m에 16-17매의 거석으로 쌓은 높이 6m 내외의 거대 석축이 남아 있다.
== 각주
1. ↑  경상남도고시제2005-208호, 《경상남도 문화재 지정등 고시》, 경상남도지사, 2005-07-21

## 참고 문헌
- 합천 우곡리 폐사지 - 국가유산청 국가유산포털